# Tepich (Quintana Roo)
Tepich (del maya: Teʼ Pich ‘Lugar del Pich’) es una villa del municipio de Felipe Carrillo Puerto en el Estado mexicano de Quintana Roo, localizado en el noroeste de la entidad, cercano a la frontera con el Estado de Yucatán. Lleva el emblema de Pueblo Heroico y Mártir, reconocimiento que se debe a que fue el lugar de inicio de la Guerra de Castas. 
Tepich está localizado a 95 kilómetros la ciudad de Felipe Carrillo Puerto y a 53 kilómetros de la ciudad de Valladolid, Yucatán. 
El 3 de septiembre de 2019 a través de la vigésima segunda sesión extraordinaria de Cabildo, fue nombrado por el H. Ayuntamiento de Felipe Carrillo Puerto como "Pueblo Mártir"; como reconocimiento a la gesta heroica de sus habitantes y su aporte a la identidad Quintanarroense.

## Toponimia
Tepich es una palabra maya que en español significa lugar del pich, árbol conocido en otros lugares como Guanacaste, oreja de elefante u orejona y cuyo nombre científico es Enterolobium cyclocarpum, abundante en la península de Yucatán desde la época de la conquista.

## Tepich cuna de la Guerra Social Maya conocida como "Guerra de Castas"
Fue en Tepich donde comenzó la Guerra de Castas, conflicto bélico que afectó a la Península de Yucatán durante el siglo XIX, enfrentando a los mayas con la población blanca y mestiza. 
Hacia 1847, en Tepich, en la casa de Cecilio Chi, cacique de ese pueblo, se reunían varios jefes indígenas, entre los que se encontraban Manuel Antonio Ay, jefe indígena de Chichimilá (hoy municipio del mismo nombre en el estado de Yucatán) y Jacinto Pat, cacique de Tihosuco (hoy municipio de Carrillo Puerto, Quintana Roo) para rebelarse contra la política de los gobiernos de Yucatán y Campeche. De ahí enviaban emisarios a las poblaciones lejanas para buscar seguidores que se les unieran. Guardaban las armas en Culumpich, rancho de Jacinto Pat, ubicado a media distancia entre Tepich y Tihosuco. El 26 de julio de 1847 fue descubierta la rebelión y fusilado Manuel Antonio Ay. Los soldados llegaron a Tepich para aprehender a Cecilio Chi el 29 de julio, y al no encontrarlo, incendiaron las chozas y golpearon a los pobladores indígenas.
El 30 de julio de 1847 el cacique de Tepich, Cecilio Chi mató a la totalidad de pobladores blancos que vivían en la ciudad como represalia por los ataques que días antes había sufrido a su vez la población maya en manos de las fuerzas del gobierno de Yucatán.
El Himno a Quintana Roo recuerda en su cuarta estrofa el inicio de la Guerra de Castas en la población:

"En Tepich el coraje del maya
convirtió su opresión en victoria,
el machete escribió en nuestra historia:
¡Libertad! ¡Libertad! ¡Libertad!".

## Tepich y su templo

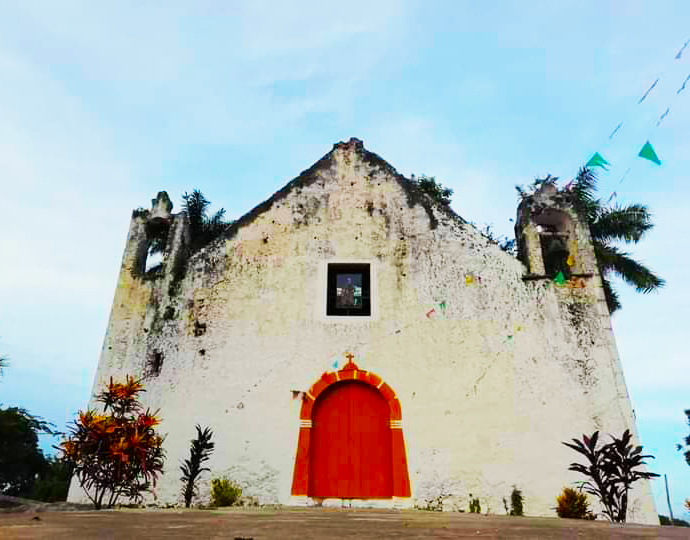
Parroquia a "San Jose" (2021) en el Centro Histórico de Tepich, Q. Roo.

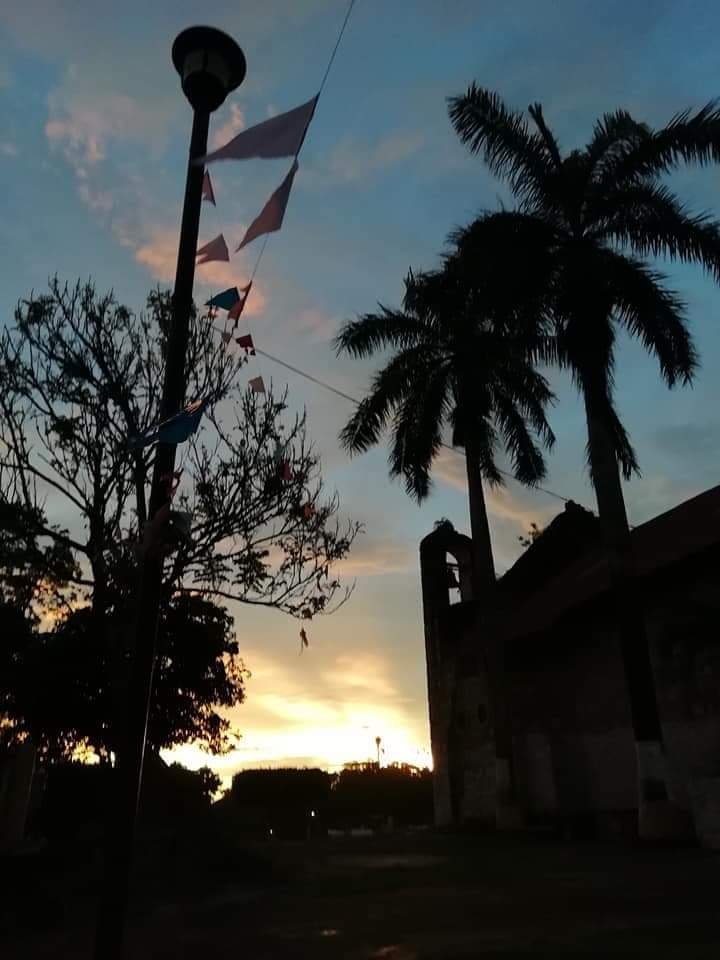
Atardecer en la Parroquia a "San Jose" (2021) en el Centro Histórico de Tepich, Q. Roo.

Fue la capital política y religiosa de la provincia prehispánica de Cochuah. Poco después de iniciada la conquista la capital se trasladó a Tihosuco. Los mayas de esta provincia lucharon tenaz y largamente contra los españoles; finalmente fueron sometidos a mediados del siglo XVI. Aproximadamente en 1550, la población de Tepich emigró a Tihosuco y Chikindzonot. Así, es probable que el pueblo que fundaron los españoles en ese lugar, uno de los más antiguos de Quintana Roo, se haya conformado por gente de asentamientos cercanos. Para 1549 Tepich aparece en los patrones de tributo con una población de 1 530 habitantes. Hacia 1561-1562 la encomienda de Tepich pertenecía, junto con la de Tihosuco y Chikindzonot a Francisco Hernández, no obstante, como sucedió en otros poblados de la península, conservó autoridades indígenas, pues formó parte de las conocidas como Repúblicas Indias.Su primera iglesia fue una pequeña capilla austera, atendida por frailes franciscanos, ésta, junto con amplias norias, fueron las primeras construcciones perecederas que se edificaron en el poblado. Más tarde la iglesia fue ampliada. Se trató de un edificio construido sobre una elevación con una escalinata al frente, a manera de plataforma maya; con material de cal y canto, su fachada es lisa, rematada en sus extremos por campanarios; su techo era de madera y huano, a excepción del santuario que tenía techo de bóveda adorando en sus extremos por agujas de mampostería; poseía además, baptisterio y casa cural con cuartos para el visitador. A la izquierda del templo se construyó el camposanto, totalmente amurallado, el acceso es a través de una puerta con arco de medio punto, rematado por una espadaña con espacios para tres campanas y una cruz, asimismo contó con una pequeña capilla".

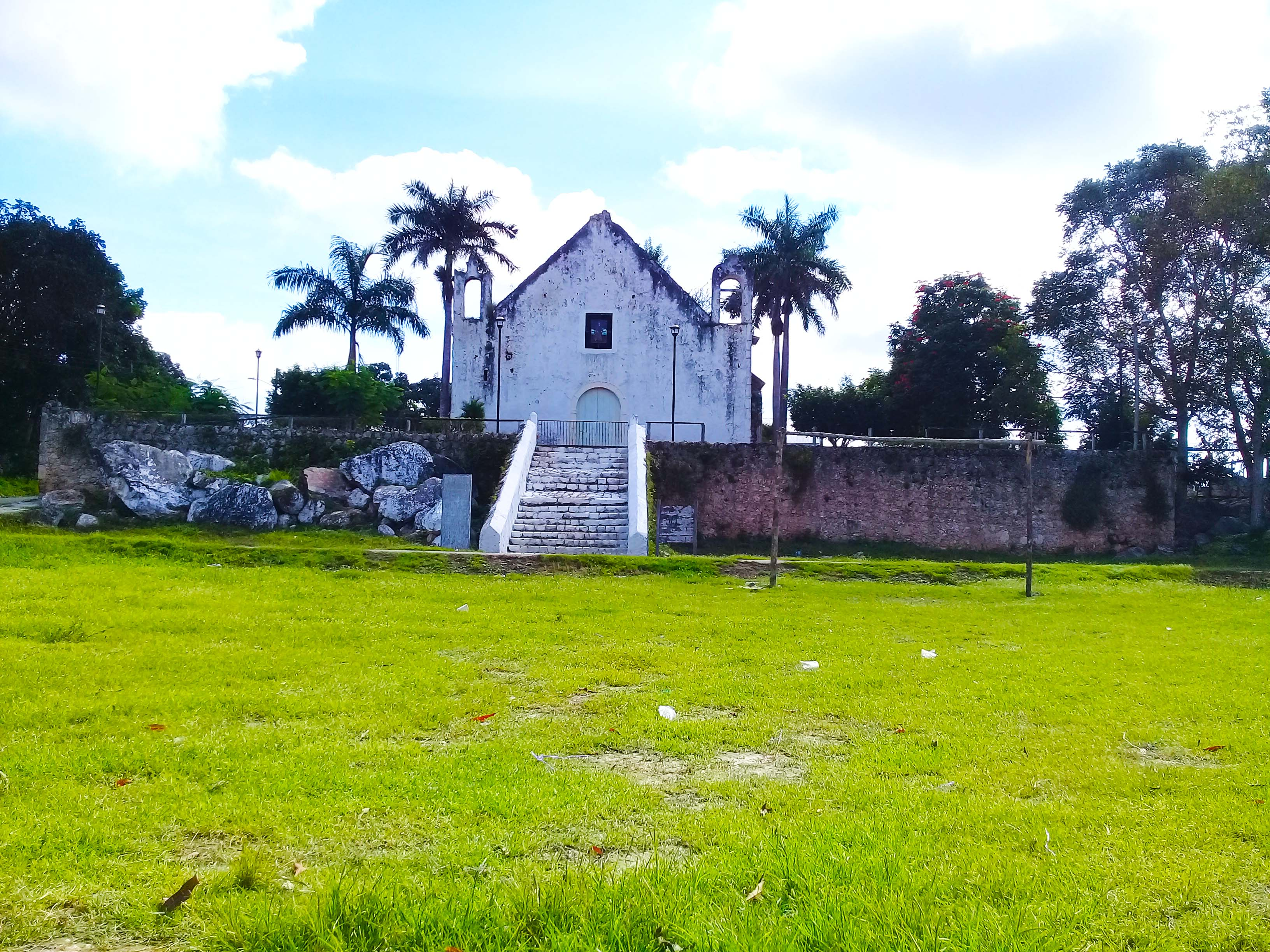
Vista Panorámica de la Parroquia a "San Jose" en el Centro Histórico de Tepich, Q. Roo.

En el siglo XVIII Tepich figura como un pueblo de la jurisdicción de los Beneficios Altos, órgano administrativo del gobierno de Yucatán. En esa época su población había disminuido; según el censo de 1794-1795, contaba con un total de 1 200 habitantes, de los cuales la mitad eran hombres y la otra mitad mujeres (sic). Luego de la consumación de la Independencia de México, en Tepich se registró la existencia de dos ranchos y una hacienda, contaba con una población de 2 149 habitantes: 1 124 eran hombres y 1,024 mujeres. Entonces era un pueblo tranquilo habitado en su mayoría por indígenas y en menor medida por familias españolas. Tepich grabaría para siempre su nombre en la historia peninsular en el siglo XIX, al estallar ahí la Guerra de Castas.
Fue repoblado por los primeros años del siglo XX por inmigrantes del estado de Yucatán y por mayas cruzoob. Ellos limpiaron de vegetación el templo y el camposanto. En los siguientes años, la iglesia, que hoy lleva el nombre de San José Patriarca, fue reconstruida; su piso, originalmente de piedra, fue sustituido por mosaicos donados por el gobierno estatal. Se han encontrado numerosos fragmentos de cerámica colonial, así como balas, fragmentos de armas y otros.
En la actualidad Tepich es una pequeña población dedicada a las actividades agropecuarias y al turismo. Su principal atractivo es la iglesia, una de las pocas edificaciones coloniales de Quintana Roo.

## Monumento a Cecilio Chi y Cementerio Maya

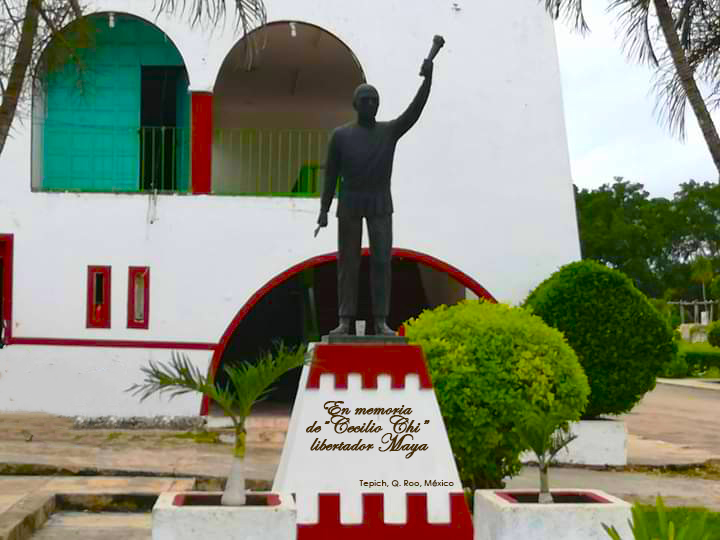
Estatua a "Cecilio Chi", Centro Histórico de Tepich, Q. Roo.

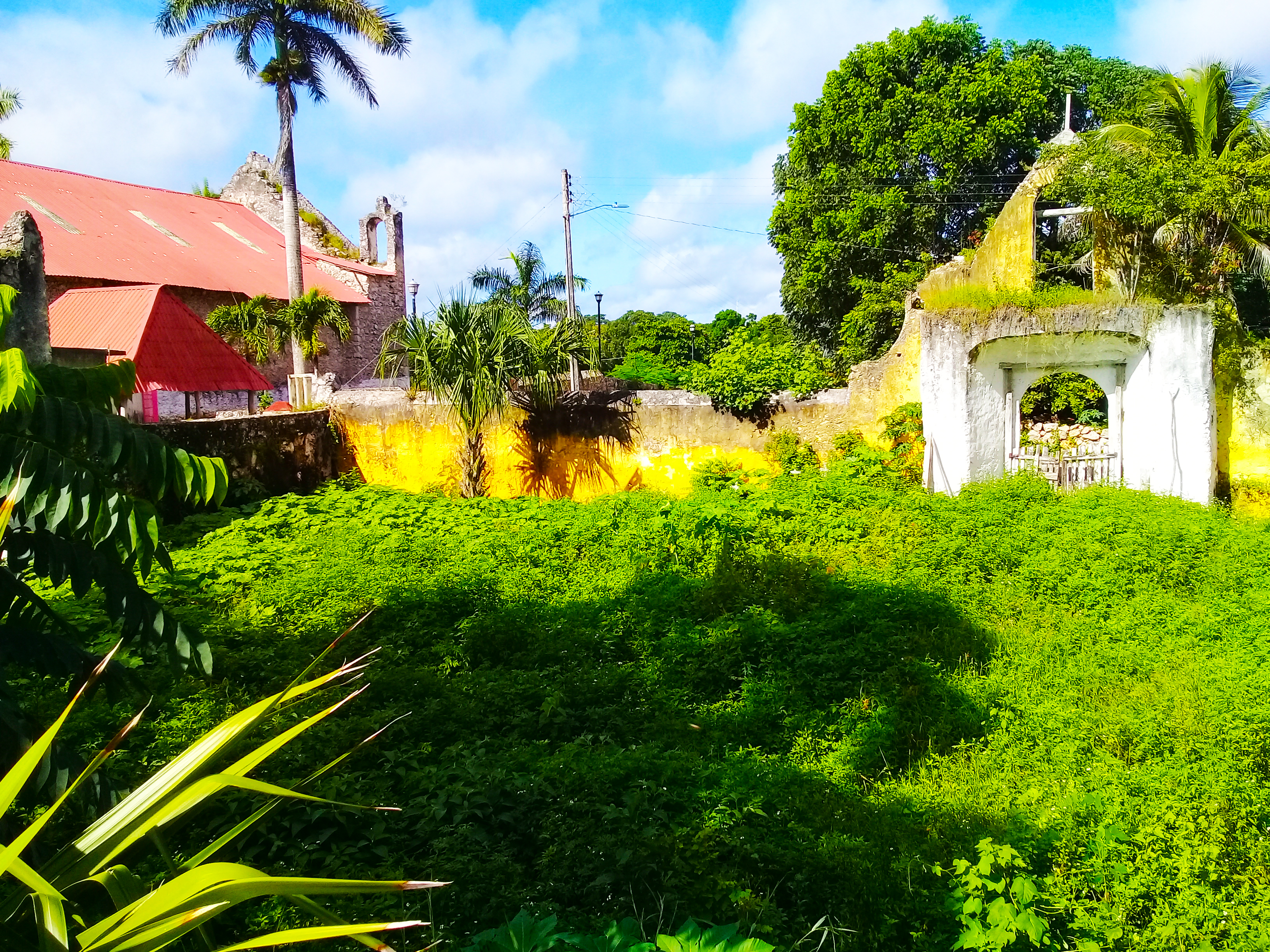
Cementerio Maya "Cecilio Chi"

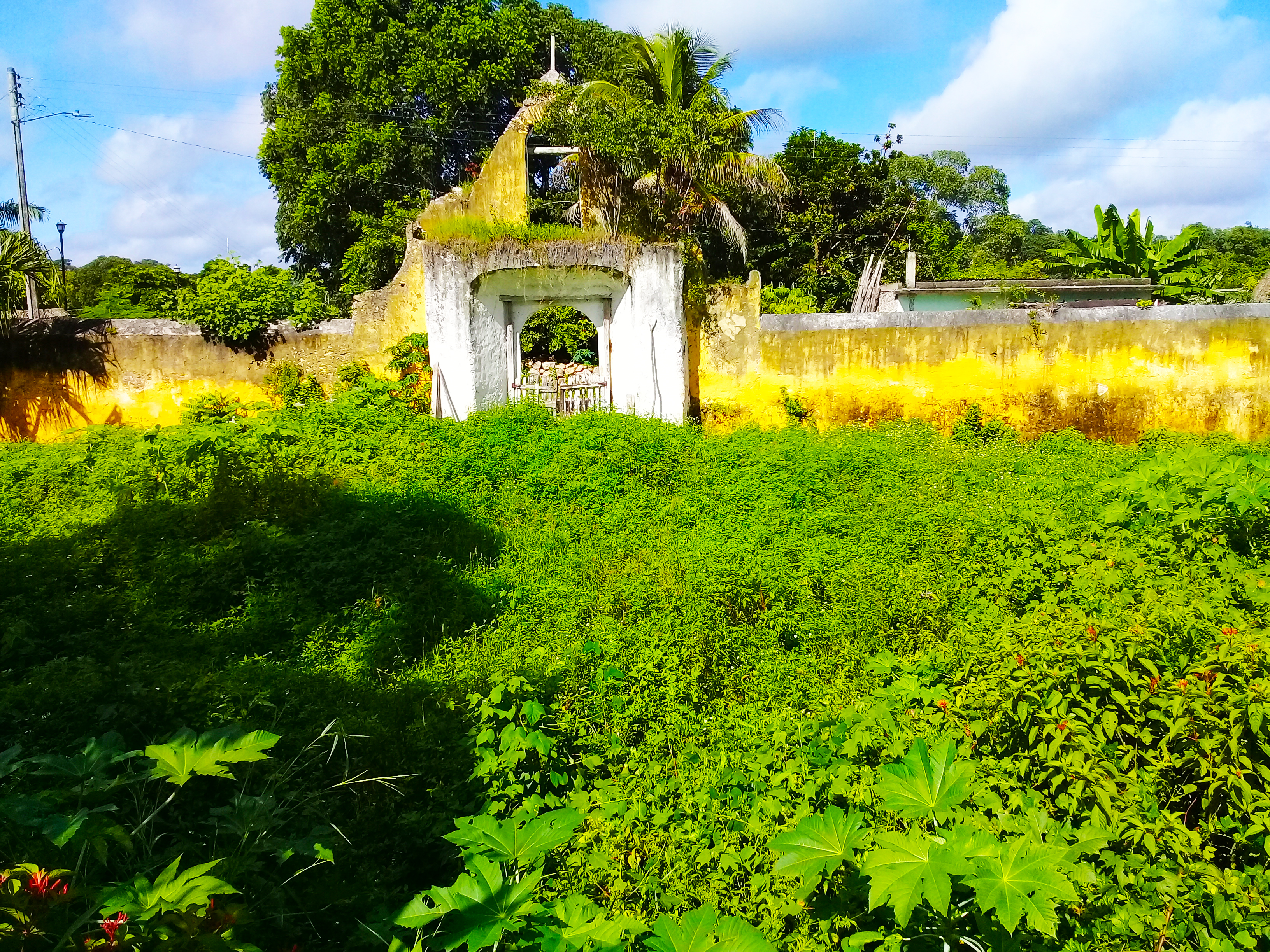
Cementerio Maya

Los restos del caudillo y libertador Maya “Cecilio Chi” fue enterrado en “Tepich” esto por ser el lugar de su nacimiento y cuna de la rebelión. Exactamente el lugar de su entierro fue a un costado de la iglesia colonial, dentro de un cementerio totalmente amurallado con acceso por una puerta con arco de medio punto, rematado por una espadaña con espacios para tres campanas y una cruz.
En la actualidad en el centro de la población se encuentra un monumento dedicada a la memoria del caudillo maya, en el monumento figura “Cecilio Chi” con una antorcha y un machete en la mano, símbolo de ¡Libertad! ¡Libertad! ¡Libertad!

## Ecosistema
Así como en la mayoría de los lugares de la península de Yucatán, en la población prevalece la selva mediana subperennifolia, y su vegetación predominante la forman el zapote (Manilkara zapota), chacáh (Bursela simaruba), ramón (Brossimün alicastrum), tzalam (Lysiloma bahamensis), chacté (sweetia panamensis), ya´axnik (vitex gaumeri), pucté (Bucida buceras), pich (Enterolobium ciclocarpum), ceiba (Ceiba pentandra) y jabín (Piscidia piscipula). 
La fauna de Tepich es similar a los otros lugares de la península, los cuales la fauna que abunda en este lugar se compone por venados, jabalí, tepezcuintle, armadillo, tejón, tuza,chachalaca, cotorro, paloma de monte, mapaches así como gran diversidad de pájar

## Clima
El clima que está presente en esta zona es cálido-subhúmedo con lluvias en verano y temperaturas superior a los 22 °C durante el año, pero también en invierno en los últimos años la temperatura puede llegar a los 15 °C o bajar hasta los 12 °C , temperaturas no muy usuales en la zona.